# Медовик
Медовик (рус. медови́к) је колач популаран у земљама бившег СССР-а. Састојци за идентификацију су мед и павлака или кондензовано млеко. 
То је десерт који је познат по дуготрајној припреми. Састоји се од слојева са крем филом и често је прекривена орасима или мрвицама направљеним од остатака торте. Док се танки слојеви стврдну убрзо по изласку из рерне, влага фила га временом поново омекшава.  Постоји много рецепата и варијација, али главни састојак је мед, који му даје карактеристичан укус и арому. 

## Порекло
По руској традицији, колач је креирао у 19. веку у Руском царству млади кувар који је желео да импресионира царицу Јелисавету, супругу Александра I.  Једног дана, млади нови посластичар је испекао нову торту са медом и густом павлаком. Изненађујуће, и несвесна садржаја меда, царица Јелисавета се одмах заљубила у њега. 
Упркос овој легенди, медовик се не помиње ни у једној од руских кувара из 19. века. Први рецепт за медовик налази се у књизи „Украјинска јела“ из 1957.  и 1960. објављеној на украјинском језику у Кијеву.  Медовик је своју интензивну популарност стекао током совјетске ере.   Данас постоје бројне варијације медовика: са кондензованим млеком или кремом.

## Слични рецепти
Посластице сличне медовику популарне су и у другим земљама источне и средње Европе. Постоји чешки медовник,  литвански медутис  и пољски миодовник. У Бугарској је медовик углавном познат под називом „француски сеоски колач“.  Украјински медивник се кува без крема.